# Sida neomexicana
Sida neomexicana är en malvaväxtart som beskrevs av Asa Gray. Sida neomexicana ingår i släktet sammetsmalvor, och familjen malvaväxter. Inga underarter finns listade i Catalogue of Life.